# Wilhelm Barbasz
Wilhelm Barbasz, född 6 april 1907 i Wien, död 1 maj 1978 i Bromma, var en österrikisk-svensk arkitekt.
Barbasz, som var son till fabrikör Philipp Barbasz och Anna Berger, avlade studentexamen 1924 och arkitektexamen i Wien 1930. Han  anställdes på professor Josef Hoffmanns arkitektkontor i Wien 1933, på Ture Wennerholms arkitektkontor i Stockholm 1938, på Stig Drangers arkitektkontor 1941, på HSB:s utredningsavdelning 1943, på HSB:s arkitektkontor 1944, blev förste assistent institutionen för stadsbyggnad vid Kungliga Tekniska högskolan 1948, förste byråarkitekt på Stockholms stads stadsbyggnadskontors utredningsavdelning 1956 och var förste arkitekt på stadsplaneavdelningen där från 1965. Han författade skrifter i stadsbyggnadsfrågor.